# Опсеница, Станко
Станко Опсеница (серб. Станко Опсеница / Stanko Opsenica; 27 ноября 1907, Любово — 15 января 1943, Грачац) — югославский партизан, участник Народно-освободительной войны и Народный герой Югославии. Брат Стевана Опсеницы, также партизана и Народного героя Югославии.

## Биография
Родился 27 ноября 1907 в Любово близ Кореницы (Лика). Сведений о довоенной жизни нет. В 1941 году с братьями Алексой и Стеваном стал инициатором партизанского движения в Лике. С апреля 1942 командовал батальоном имени Огнена Прицы, который 22 августа вошёл в состав 2-й ликской пролетарской ударной бригады. Летом 1942 года был принят в КПЮ. Смертельно ранен 15 января 1943 во время битвы за Грачац. 16 сентября 1945 посмертно награждён орденом и званием Народного героя Югославии.